# Mansfield (Massachusetts)
Mansfield és una població dels Estats Units a l'estat de Massachusetts. Segons el cens del 2000 tenia 22.414 habitants.

## Demografia
Segons el cens del 2000, Mansfield tenia 22.414 habitants, 7.942 habitatges, i 5.861 famílies. La densitat de població era de 423 habitants/km².
Dels 7.942 habitatges en un 44,7% hi vivien nens de menys de 18 anys, en un 62,2% hi vivien parelles casades, en un 8,9% dones solteres, i en un 26,2% no eren unitats familiars. En el 21,1% dels habitatges hi vivien persones soles el 5,9% de les quals corresponia a persones de 65 anys o més que vivien soles. El nombre mitjà de persones vivint en cada habitatge era de 2,82 i el nombre mitjà de persones que vivien en cada família era de 3,34.
Per edats la població es repartia de la següent manera: un 31,4% tenia menys de 18 anys, un 5,3% entre 18 i 24, un 38,1% entre 25 i 44, un 18,9% de 45 a 60 i un 6,4% 65 anys o més.
L'edat mediana era de 34 anys. Per cada 100 dones de 18 o més anys hi havia 94,8 homes.
La renda mediana per habitatge era de 66.925 $ i la renda mediana per família de 78.058$. Els homes tenien una renda mediana de 52.416 $ mentre que les dones 36.658$. La renda per capita de la població era de 27.441$. Entorn del 3% de les famílies i el 4,5% de la població estaven per davall del llindar de pobresa.